# Генадије I Цариградски
Генадије I Цариградски (грч. Γενναδιος) (? — 25. август 471) је хришћански светитељ и цариградски патријарх у периоду од 458. до 471. године.
У младости је био презвитер и игуман манастира у Константинопољу. Био је познат као један од најжешћих противника Кирила Александријског, али се касније са њиме помирио. За патријарха цариградског изабран је 458. наследивши Светог Анатолија на том месту. Наставио је борбу против монофизитства, односно раскола који је захватио цркву након Халкедонског сабора. Такође се борио против појаве симоније у цркви. Био је познат по томе што је био учени писац који је следио Антиохијску школу дословне егзегезе иако ти закључци произилазе из неколико делимично сачуваних записа о њему.
Написао је више теолошких коментара и расправа од којих су до данас сачувани само фрагменти.
Иван Мошус је рекао да је Генадије био благ и изразито побожан. Генадије из Марсеја је ракао за Генадија да је "лингуа нитидус ет ингенио ацер" - профињеног језика и оштрог интелекта, и тако богат у познавању старина да је написао тумачење целе књиге по Данилу. Наставак Јеронимове хронике коју је написао Марселије Камс говори да је Генадије написао тумачење свих посланица светога Павла. Генадије је написао тумачење о Данилу и многим другим деловима Старог завета, те о свим посланицама св. Павла, као и великом броју проповеди. Од њих остаје само неколико фрагмената. Главни фрагменти његових библијских дела укључују Постанак, Излазак, Псалме, Римљане 1. и 2. Коринћане, Галаћане и Хебреје, и представљају занимљиве примере егзегезе В. стољећа. Неки фрагменти су прикупљени од Мигне углавном из две 'катене' и библијских тумачења свештеника Џона А. Кремера(1793 – 1848) о Римљанима. Генадије је запажен јер је био образован писац, који је следио Антиохијску школу досљедне егзегезе. Римљани је његово најважније дело с низом образлажућих опажања на забачене текстове, па, иако је подбацио да схвати узвишену средишњу доктрину посланице, он приказује мисао и духовни живот.
Умро је 471. године.
Православна црква га прославља 31. августа по јулијанском календару.